# Mark Daigneault
Mark Daigneault (Leominster, 12 agosto 1985) è un allenatore di pallacanestro statunitense.

## Statistiche

### Allenatore
| Stagione | Squadra          | Regular Season | Regular Season | Regular Season | Regular Season | Regular Season              | Post Season                                            |
| Stagione | Squadra          | V              | P              | % V            | G              | Posizione finale            | Post Season                                            |
| -------- | ---------------- | -------------- | -------------- | -------------- | -------------- | --------------------------- | ------------------------------------------------------ |
| 2020-21  | Oklahoma Thunder | 22             | 50             | 30,6           | 72             | 5º nella Northwest Division | Manca i play-off                                       |
| 2021-22  | Oklahoma Thunder | 24             | 58             | 29,3           | 82             | 5º nella Northwest Division | Manca i play-off                                       |
| 2022-23  | Oklahoma Thunder | 40             | 42             | 48,8           | 82             | 3º nella Northwest Division | Manca i play-off                                       |
| 2023-24  | Oklahoma Thunder | 57             | 25             | 69,5           | 82             | 1° nella Northwest Division | Vince il primo turno Perde le semifinali di Conference |
| 2024-25  | Oklahoma Thunder | 68             | 14             | 82,9           | 82             | 1º nella Northwest Division | Campione NBA                                           |
|          | Carriera         | 211            | 189            | 52,8           | 400            |                             |                                                        |

## Palmarès
- NBA Northwest Division: 2

Oklahoma City Thunder: 2023-2024, 2024-2025
- Maurice Podoloff Trophy: 1

Oklahoma City Thunder: 2024-2025
- NBA Western Conference: 1

Oklahoma City Thunder: 2025

### Individuale
- NBA Coach of the Year (2024)